# Emmerich von Nagy
Emmerich von Nagy, avstrijski general, * 15. september 1882, † 17. september 1965.